# Admir Kršić
Admir Kršič (7 novembre 1982) è un ex calciatore sloveno, di ruolo centrocampista.

## Carriera

### Club
Totalizza più di 250 partite e 18 reti giocando per un decennio con i colori del Gorica, squadra di Nova Gorica.

## Palmarès

### Club

#### Competizioni nazionali
- Campionato sloveno: 3

Gorica: 2003-2004, 2004-2005, 2005-2006